# رونالد إم. جورج
رونالد إم. جورج (بالإنجليزية: Ronald M. George) هو محامي وقاضي أمريكي، ولد في 11 مارس 1940 في بيفرلي هيلز في الولايات المتحدة.

## وصلات خارجية
- رونالد إم. جورج على موقع إن إن دي بي (الإنجليزية)